# Carlos Artigas
Carlos Artigas (Buenos Aires, 21 de marzo de 1932 - ibídem, 4 de septiembre de 2012) fue un actor de cine, radio, teatro y televisión argentino.

## Carrera
Artigas fue un destacado actor de reparto cómico que se lució tanto en la pantalla chica como el cine con personajes simpáticos, algo torpes y queribles.
En televisión integró el elenco fijo de Alberto Migré, secundando a actores como Claudio García Satur, Soledad Silveyra, Nora Cárpena, Arturo Puig, Guido Gorgatti, Arnaldo André, Laura Bove, Juan Carlos Altavista, Iris Alonso, Alberto Martín y Gabriela Gili.

## Filmografía
- 1987:  Johny Tolengo, el majestuoso
- 1989: Expertos en tetología

## Televisión
- 1968: Mireya, rubia de tango
- 1969: Qué le importa a Buenos Aires
- 1970: La comedia de los martes, en el episodio Así en la villa como en el cielo.
- 1972/1973: Rolando Rivas, taxista en el papel de Cortito
- 1974: Mi hombre sin noche
- 1974: Las aventuras de Minguito Tinguitella
- 1975: Juan del Sur
- 1977: Pablo en nuestra piel
- 1979: Chau, amor mío
- 1980: Un día 32 en San Telmo
- 1981: Me caso con vos
- 1985: El pulpo negro
- 1985: El camionero y la dama como Avestruz
- 1986 /1988: Calabromas
- 1989/1990 "Así son los míos"
- 1990 /1995: Polémica en el bar
- [1]

## Teatro
- Según pasan los años (1968), con Osvaldo Terranova, Lolita Torres, Zelmar Gueñol, Teresa Serrador, Rodolfo Salerno, Adolfo García Grau y Enrique Liporace.[2]
- Arrorró mi hombre (1975), con Alberto Martín, Marta González y Eloísa Cañizares.

## Fallecimiento
Carlos Artigas falleció la noche del martes 4 de septiembre de 2012 en la Clínica de la Providencia  víctima de una larga enfermedad. Sus restos descansan en el Panteón de la Asociación Argentina de Actores (afliado desde 1953) del Cementerio de la Chacarita. Tenía 80 años.